# Jean Birelle

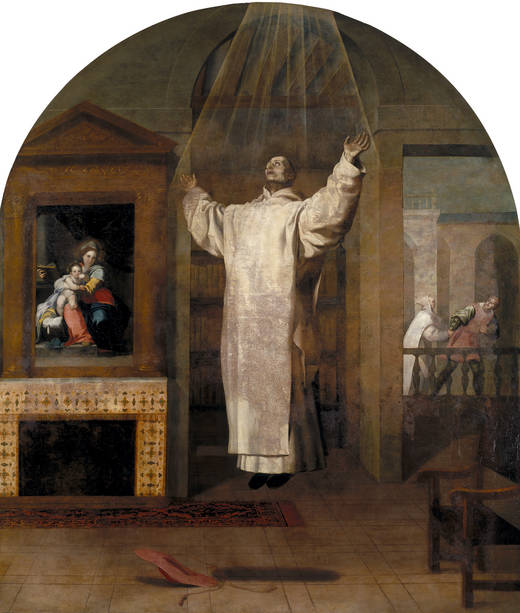
Vicente Carducho: El éxtasis de Jean Birelle (Die Ekstase von Jean Birelle 1626–1632). Kartause von Paular.

Jean Birelle (* in Limoges; † 6. Januar 1361) war ein französischer Kartäusermönch und zwischen 1346 und 1361 Prior der Grande Chartreuse und Generalminister des Kartäuserordens.
Er trat in die Kartause Glandier ein und wurde Prior in Bonnefoy. 1346 wurde er zum Prior der Grande Chartreuse und Generalminister des Kartäuserordens gewählt. Dieses Amt hatte er bis zu seinem Tode inne.
Für einen kontemplativen Ordensmann war Birelle sehr bekannt. Nach dem Tod von Papst Clemens VI. wurde am 18. Dezember 1352 Étienne Aubert zu dessen Nachfolger gewählt. Dieser nahm den Namen Innozenz VI. an. Während des Konklaves sollen laut einigen Quellen einige Kardinäle Birelle als Papst vorgeschlagen haben. Anderen Quellen zufolge überzeugte Kardinal De Talleyrand-Périgord die anderen Kardinäle von der Nichtwahl, indem er sie an das Beispiel von Coelestin V. erinnerte. Birelle zeichnete sich durch große Tugend und Heiligkeit aus, soll aber nicht in der Lage gewesen sein, die Kirche zu leiten. Innozenz VI. dankte Birelle für die Nichtannahme der Wahl, indem er ihm die Ernennung zum Kardinal anbot. Diese lehnte dieser aber ab. Der Papst förderte in der Folge den Kartäuserorden und gründete im Ort Villeneuve-lès-Avignon die Kartause von Notre-Dame-du-val-de-Bénédiction.